# Symmons Plains Raceway
O Symmons Plains Raceway é um autódromo localizado em Launceston, no estado da Tasmânia na Austrália, o circuito foi inaugurado em 1960 e possui um traçado de 2.41 km com 6 curvas.